# Gert Zang
Gert Zang (* 1941 in Memmingen) ist ein deutscher Historiker, Archivar und Dozent. Er ist bekannt durch zahlreiche regionalgeschichtliche Buchveröffentlichungen.
Zang studierte Soziologie, Geschichte, Philosophie und Kriminologie in München, Tübingen und Konstanz. Im Jahr 1970 kam Zang an die Universität Konstanz und promovierte im Jahr 1972 mit einer Untersuchung über die Sozialstruktur und Sozialisation des Adels im 18. Jahrhundert zum Dr. phil.
Ab 1972 leitete er als Lehrbeauftragter für Geschichte an der Universität Konstanz das Projekt „Politische und gesellschaftliche Verhältnisse in der Provinz“ und ab 1980 das Projekt „Regionale Sozialgeschichte / Mündliche Geschichte“. Zudem hielt er Vorlesungen an der Universität. Im Rahmen des letztgenannten Projekts entstand nicht nur die Dissertation von Dieter Schott (heute Professor für Geschichte an der Universität Darmstadt), sondern auch Zangs Studie Die unaufhaltsame Annäherung an das Einzelne. Reflexionen über den theoretischen und praktischen Nutzen der Regional- und Alltagsgeschichte. Zang war Archivar im Kulturamt des Bodenseekreises.
Zang lebt auf der Insel Reichenau mit seiner Frau Ingrid und ist ehrenamtlicher Geschäftsführer des Museums Reichenau. Er war Vorsitzender des SPD-Ortsvereins Reichenau. Vom Jahr 1987 bis 2014 war Zang im Gemeinderat der Insel Reichenau.
Im Jahr 1978 wurde er mit dem Wolf-Erich-Kellner-Preis ausgezeichnet. 2024 erfolgte die Auszeichnung mit der Jubiläums-Goldmedaille der Gemeinde Reichenau.

## Veröffentlichungen
- Provinz als politisches Problem. In: Kursbuch. Nr. 39/1975, S. 81–127.
- Das neue Konstanz. Die Anfänge der Sozialdemokratie im Konstanz der Liberalen Ära (1869–1878). Konstanz 1980.
- Ein Nachmittag beim Interviewen (Assoziationen eines Interviewers über den Sinn und Nutzen der Mündlichen Geschichte). In: Seegründe. Beiträge zur Geschichte des Bodenseeraumes. Weingarten 1984.
- Die unaufhaltsame Annäherung an das Einzelne. Reflexionen über den theoretischen und praktischen Nutzen der Regional- und Alltagsgeschichte (= Schriftenreihe des Arbeitskreises für Regionalgeschichte. Band 6). Konstanz 1985.
- zusammen mit Brigitte Gramm, Sybille Leipold-Maier, Margarete Lorinser, Dieter Schott, Detlef Stender, Werner Trapp: Mündliche Geschichte. Ein neues Instrument zur Annäherung an die historische Wirklichkeit? Lebensgeschichten aus der Bodenseeregion. In: Schriften des Vereins für Geschichte des Bodensees und seiner Umgebung. 103. Jg., 1985, S. 165–210 Digitalisat.
- Konstanz in der großherzoglichen Zeit. Band 2: Aufschwung im Kaiserreich. Konstanz 1993.
- Konstanz in der großherzoglichen Zeit. Band 1: Restauration, Revolution, liberale Ära. Konstanz 1994.
- Die zwei Gesichter des Nationalsozialismus. Singen am Hohentwiel im Dritten Reich. G. Braun, Sigmaringen 1995, ISBN 3-7995-0395-1.
- Kleine Geschichte der Stadt Konstanz. G. Braun, Karlsruhe 2010, ISBN 978-3-7650-8588-8.